# NForce 700
| NVIDIA nForce 700            | NVIDIA nForce 700                        |
| ---------------------------- | ---------------------------------------- |
| Поддерживаемые сокет-разъемы | LGA 775 Socket AM2+                      |
| Поддерживаемые процессоры    | Phenom Phenom II Athlon Core 2 Pentium D |
| Дата выпуска                 | Ноябрь 2006                              |
| Предшественник               | nForce 600                               |
| Преемник                     | nForce 900                               |

Чипсеты линейки nForce 700 разработаны NVIDIA и выпущены в декабре 2007. Поддерживаются процессоры Intel Core 2 и AMD Phenom и являются преемниками линейки чипсетов nForce 600. Имели своё кодовое имя: для процессоров от AMD — MCP72, а для процессоров от Intel — C72, которые выпущены с итоговым названием «nForce 780a» и «nForce 780i» соответственно. На данный момент выпущены следующие модификации — 750i, 780i, 790i и 790i Ultra.

## Чипсеты AMD

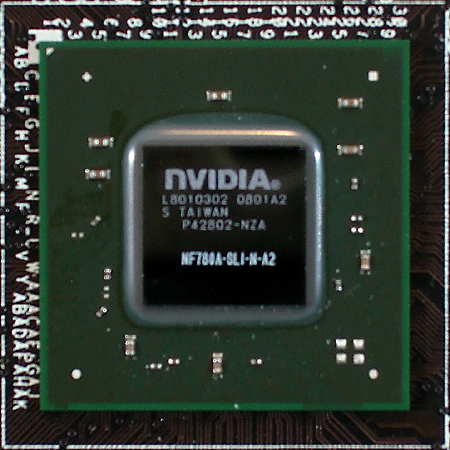
Южный мост nForce 780a SLI

### nForce 780a
- Кодовое имя MCP72XE
- Интегрированная графика GeForce 8200
  - Совместима с DirectX 10
  - PureVideo HD
- Дополнение к nForce 200 (до этого имел кодовое имя BR-04)
  - Соединение к северному мосту через проприетарную шину с пропускной способностью в 4.5 Гигатранзакций в секунду, используя интерфейс PCI-E
  - Поддержка PCI-E 2.0
- Тройной SLI
  - 1 слот: полноскоростной слот PCI-E 2.0 x16 от nForce 200
  - 2 слот: полноскоростной слот PCI-E 2.0 x8 от nForce 200
  - 3 слот: полноскоростной слот PCI-E 2.0 x8 от nForce 200
- Гибридный SLI
  - GeForce boost
  - HybridPower
- Поддержка максимум двухканальной ОЗУ типа DDR2-1066 и двухканальной SLI DDR2-1200.
- Поддержка HT 3.0

### nForce 750a
- Кодовое имя MCP72P
- Интегрированная графика GeForce 8200
  - Совместима с DirectX 10
  - PureVideo HD
- Поддержка PCI-E 2.0
- SLI*
- Hybrid SLI
  - GeForce boost
  - HybridPower
- Максимум поддержка двухканальной DDR-1333
- Поддержка HT 3.0

### nForce 730a
- Кодовое имя MCP78U
- Интегрированная графика GeForce 8300
  - Совместима с DirectX 10
  - PureVideo HD
  - Поддержка звуковых систем DTS-HD и Dolby TrueHD 7.1 (Были слухи, но не поддерживаются на самом деле)
- Поддержка PCI-E 2.0
- Hybrid SLI
  - GeForce Boost
  - HybridPower
- Максимум поддерживает двуканальную память DDR2-1066
- Также поддерживает HT 3.0

### nForce 720a
- Кодовое имя MCP78S
- Интегрированная графика GeForce 8200
  - Совместима с DirectX 10
  - PureVideo HD
  - Поддержка звуковых систем DTS-HD и Dolby TrueHD 7.1 (были ошибочные мнения, но не поддерживаются на самом деле)
- Поддержка PCI-E 2.0
- Hybrid SLI
  - GeForce Boost
  - HybridPower
- Максимум поддерживает двуканальную память DDR2-1066
- Также поддерживает HT 3.0
- Подсоединение до двух мониторов
  - Через DisplayPort, HDMI, DVI или D-Sub.

## ЧипсетыIntel

### nForce 7xx
Чипсеты nForce 780i и 750i с мостом от nForce 200 PCI-E (BR-04) подключен к северному мосту через проприетарную шину со скоростью 4.5 ГТ/с.
Эта функция реализована из-за отсутствия слота PCI-E 2.0 с поддержкой северного моста.
|                       | nForce 790i Ultra               | nForce 790i                                                                                          | nForce 780i | nForce 750i                     |
| --------------------- | ------------------------------- | --- | --- | ------------------------------- |
| Кодовое имя           | C73XE                           | C73P                                                                                                 | C72XE | C72P                            |
| FSB                   | 1600Mhz                         | 1600Mhz                                                                                              | 1333Mhz | 1333Mhz                         |
| Поддержка процессоров | 45 нм Penryn                    | 45 нм Penryn                                                                                         | 45 нм Penryn | 45 нм Penryn                    |
| Поддержка ОЗУ         | DDR3-2000 SLI memory            | DDR3-2000 SLI memory                                                                                 | DDR2-1200 SLI memory | DDR2-1200                       |
| Максимум ОЗУ          | 8GB                             | 8GB                                                                                                  | 8GB | 8GB                             |
| SLI                   | Triple SLI                      | Triple SLI                                                                                           | Triple SLI | Dual SLI                        |
| SLI Слот 1            | PCI-E 2.0 x16 на северном мосту | PCI-E 2.0 x16 на северном мосту                                                                      | PCI-E 2.0 x16 на северном мосту | PCI-E 2.0 x16 на северном мосту |
| SLI Слот 2            | PCI-E 1.0 x16 на северном мосту | PCI-E 1.0 x16 на северном мосту                                                                      | PCI-E 1.0 x16 на северном мосту | PCI-E 2.0 x16 на северном мосту |
| SLI Слот 3            | PCI-E 2.0 x16 на северном мосту | PCI-E 2.0 x16 на северном мосту                                                                      | PCI-E 2.0 x16 на северном мосту | N/A                             |
| Замечания             | Память проще разогнать          | Специальная маршрутизация GPU (PWShort); Разгон осуществляется намного проще, чем у предшественника. | Аналогичен своему предшественнику — nForce 680i SLI; Когда северный мост работает, то он рассеивает 48 W энергии.The Inquirer report, извлечено в Октябре 12, 2007 |                                 |

## См.также
Список чипсетов Intel